# Tomeurus
Tomeurus is een monotypisch geslacht van straalvinnige vissen uit de familie van de levendbarende tandkarpers (Poeciliidae).

## Soort
- Tomeurus gracilis Eigenmann, 1909